# Puska (település)
Puska falu Horvátországban Sziszek-Monoszló megyében. Közigazgatásilag Jasenovachoz tartozik.

## Fekvése
Sziszektől légvonalban 37, közúton 53 km-re délkeletre, községközpontjától légvonalban 11, közúton 17 km-re északnyugatra, a Báni végvidéken, a részben Száva bal partján, részben a Száva holtága mentén, a Lónyamező természetvédelmi park területén fekszik.

## Története
A település a török kiűzése után a 17. század végén keletkezett, amikor nagyrészt Lika, Gorski kotar és Kelet-Horvátország területéről érkezett katolikus horvátokkal telepítették be. Lakói mezőgazdasággal, állattartással, halászattal foglalkoztak. A katonai határőrvidék kialakítása után a Petrinya központú második báni ezredhez tartozott. 1749-ben a határőrvidék átszervezése után a kostajnicai ezredhez csatolták. A falu 1774-ben az első katonai felmérés térképén „Dorf Puszka” néven szerepel. Nagy Lajos 1829-ben kiadott művében ugyancsak „Puszka” néven 120 házzal és 677 lakossal találjuk, valamennyi katolikus vallású volt.
A településnek 1857-ben 789, 1910-ben 832 lakosa volt. Pozsega vármegye Novszkai járásának része volt. 1918-ban az új szerb-horvát-szlovén állam, majd később Jugoszlávia része lett. A két világháború között Krapje volt a községközpont, melyhez Puska is tartozott. Nehéz időszakot élt át a lakossága a II. világháború alatt. 1941-ben a németbarát Független Horvát Állam része lett. A háborút követően lakossága fokozatosan csökkent, mivel a fiatalok a jobb megélhetés reményében a városokba és külföldre távoztak. A népesség fogyatkozását némileg mérsékelték a Boszniából és Hercegovinából érkezett horvát családok. 1991-ben a háború előtt csaknem teljes lakossága (98,2%) horvát nemzetiségű volt. 1991-ben a horvát védelem első vonalába esett és lakosságnak menekülnie kellett. Házait súlyos károk érték. A háború után sok mindent újjá kellett építeni.. A településnek 2011-ben 293 lakosa volt. A természetvédelmi parknak köszönhetően a faluban élénk a turistaforgalom.

## Népesség
| Lakosság változása | Lakosság változása | Lakosság változása | Lakosság változása | Lakosság változása | Lakosság változása | Lakosság változása | Lakosság változása | Lakosság változása | Lakosság változása | Lakosság változása | Lakosság változása | Lakosság változása | Lakosság változása | Lakosság változása | Lakosság változása |
| ------------------ | ------------------ | ------------------ | ------------------ | ------------------ | ------------------ | ------------------ | ------------------ | ------------------ | ------------------ | ------------------ | ------------------ | ------------------ | ------------------ | ------------------ | ------------------ |
| 1857               | 1869               | 1880               | 1890               | 1900               | 1910               | 1921               | 1931               | 1948               | 1953               | 1961               | 1971               | 1981               | 1991               | 2001               | 2011               |
| 789                | 866                | 801                | 832                | 782                | 832                | 804                | 746                | 646                | 566                | 501                | 424                | 449                | 346                | 321                | 293                |

(1981-ig Trebež lakosságával együtt.)

## Nevezetességei
- Keresztelő Szent János tiszteletére szentelt kápolnája.
- A településen mintegy 15 népi építésű lakóház élvez kulturális védettséget. A tipikus szávamenti lakóházak és gazdasági épületek részben tölgyfából, részben téglából épültek. Sok esetben kontyolt, nyeregtetős épületek, hódfarkú zsindellyel fedve.
- A falu határa az 500 négyzetkilométeres területű Lónyamező természetvédelmi terület része. A Lónyamező nemzetközi jelentőségű védett menedékhelye és költőhelye a mocsári madárvilágnak, de rajtuk kívül még számos állatfaj élőhelye.